# 파블로다르
파블로다르(러시아어: Павлода́р, 카자흐어: Павлодар)는 카자흐스탄 북동부에 위치한 파블로다르주의 주도이다. 이르티시강에 면해 있고, 인구는 353,930 명이다.
수도 아스타나로부터는 북동쪽으로 350km, 러시아의 옴스크에서는 남동쪽으로 350km 정도 떨어진 곳에 위치해 있다. 러시아인이 이 도시에서는 다수이고, 카자흐족은 소수이다. 다른 소수 그룹은 우크라이나인 (20,000)과 독일인 (15,000)이다. 이르티시 파블로다르도 여기서 유래되었다.

## 역사
1720년 시베리아 코사크에 의해서 요새가 건설되어 소금 채취가 있었던 부근의 호수에 유래되어 코랴코프스키라는 이름이 붙여졌다. 19세기까지는 코사크가 작은 마을이었지만 납, 동, 은 등의 채광에 의해서 서서히 발전하고 1861년에 파블로다르 시로 등록되었다. 도시 이름은 당시 태어났던 바로 직후에 알렉산드르 2세의 아들 파베르에서 유래된 것이다.
1955년 이후부터 대규모 이주가 장려되고 공업화가 진행되었다.
가장 큰 지역 산업은 알루미늄, 산업 화학, 농업 기계를 포함한다.

## 기후
| 파블로다르의 기후                                              | 파블로다르의 기후 | 파블로다르의 기후 | 파블로다르의 기후 | 파블로다르의 기후 | 파블로다르의 기후 | 파블로다르의 기후 | 파블로다르의 기후 | 파블로다르의 기후 | 파블로다르의 기후 | 파블로다르의 기후 | 파블로다르의 기후 | 파블로다르의 기후 | 파블로다르의 기후 |
| 월                                                             | 1월               | 2월               | 3월               | 4월               | 5월               | 6월               | 7월               | 8월               | 9월               | 10월              | 11월              | 12월              | 연간              |
| -------------------------------------------------------------- | ----------------- | ----------------- | ----------------- | ----------------- | ----------------- | ----------------- | ----------------- | ----------------- | ----------------- | ----------------- | ----------------- | ----------------- | ----------------- |
| 역대 최고 기온 °C (°F)                                         | 4.2 (39.6)        | 5.3 (41.5)        | 24.6 (76.3)       | 33.9 (93.0)       | 38.0 (100.4)      | 40.8 (105.4)      | 42.0 (107.6)      | 40.6 (105.1)      | 36.1 (97.0)       | 29.2 (84.6)       | 17.9 (64.2)       | 7.2 (45.0)        | 42.0 (107.6)      |
| 일평균 최고 기온 °C (°F)                                       | −11.8 (10.8)      | −9.1 (15.6)       | −0.6 (30.9)       | 13.7 (56.7)       | 21.3 (70.3)       | 26.5 (79.7)       | 27.7 (81.9)       | 26.1 (79.0)       | 19.1 (66.4)       | 10.7 (51.3)       | −1.4 (29.5)       | −8.5 (16.7)       | 9.5 (49.1)        |
| 일일 평균 기온 °C (°F)                                         | −16.7 (1.9)       | −14.7 (5.5)       | −6.2 (20.8)       | 6.8 (44.2)        | 14.2 (57.6)       | 19.8 (67.6)       | 21.2 (70.2)       | 19.0 (66.2)       | 12.1 (53.8)       | 4.5 (40.1)        | −5.9 (21.4)       | −13.1 (8.4)       | 3.4 (38.1)        |
| 일평균 최저 기온 °C (°F)                                       | −21.6 (−6.9)      | −20.1 (−4.2)      | −11.5 (11.3)      | 0.1 (32.2)        | 6.6 (43.9)        | 12.8 (55.0)       | 14.9 (58.8)       | 12.2 (54.0)       | 5.6 (42.1)        | −0.8 (30.6)       | −10.1 (13.8)      | −18.1 (−0.6)      | −2.5 (27.5)       |
| 역대 최저 기온 °C (°F)                                         | −45.0 (−49.0)     | −42.8 (−45.0)     | −37.2 (−35.0)     | −27.2 (−17.0)     | −7.2 (19.0)       | −2.2 (28.0)       | 4.2 (39.6)        | 0.2 (32.4)        | −9.0 (15.8)       | −21.5 (−6.7)      | −40.0 (−40.0)     | −45.2 (−49.4)     | −45.2 (−49.4)     |
| 평균 강수량 mm (인치)                                          | 18 (0.7)          | 15 (0.6)          | 16 (0.6)          | 15 (0.6)          | 26 (1.0)          | 42 (1.7)          | 57 (2.2)          | 32 (1.3)          | 21 (0.8)          | 24 (0.9)          | 23 (0.9)          | 22 (0.9)          | 311 (12.2)        |
| 평균 강우일수                                                  | 1                 | 0                 | 3                 | 8                 | 12                | 12                | 15                | 12                | 12                | 10                | 5                 | 1                 | 91                |
| 평균 강설일수                                                  | 18                | 16                | 12                | 5                 | 1                 | 0.03              | 0                 | 0.03              | 0                 | 5                 | 14                | 19                | 90                |
| 평균 상대 습도 (%)                                             | 79                | 79                | 80                | 62                | 54                | 55                | 60                | 61                | 63                | 71                | 80                | 80                | 69                |
| 출처: Pogoda.ru.net (평년값: 1991년~2020년, 극값: 1948년~현재) |                   |                   |                   |                   |                   |                   |                   |                   |                   |                   |                   |                   |                   |

## 자매 도시
- 폴란드 비드고슈치
- 러시아 옴스크
- 튀르키예 데니즐리
- 우크라이나 크로피우니츠키